# Discobola
Discobola is een geslacht uit de familie van de steltmuggen (Limoniidae).

## Soorten
- D. acurostris (Alexander, 1943)
- D. annulata (Linnaeus, 1758)
- D. armorica (Alexander, 1942)
- D. australis (Skuse, 1890)
- D. boninensis (Alexander, 1972)
- D. caesarea (Osten Sacken, 1854)
- D. calamites (Alexander, 1959)
- D. caledoniae (Alexander, 1948)
- D. dicycla Edwards, 1923
- D. dohrni (Osten Sacken, 1894)
- D. epiphragmoides (Edwards, 1933)
- D. euthenia (Alexander, 1958)
- D. freyana (Nielsen, 1961)
- D. fumihalterata (Alexander, 1955)

- D. gibberina (Alexander, 1948)
- D. gowdeyi (Alexander, 1933)
- D. haetara Johns and Jenner, 2006
- D. margarita Alexander, 1924
- D. moiwana Alexander, 1924
- D. neoelegans (Alexander, 1954)
- D. nigroclavata (Alexander, 1943)
- D. parargus (Edwards, 1933)
- D. parvispinula (Alexander, 1947)
- D. striata Edwards, 1923
- D. taivanella (Alexander, 1930)
- D. tessellata (Osten Sacken, 1894)
- D. venustula (Alexander, 1929)